# Віллеке ван Аммельрой
Віллі Гертьє ван Аммельрой (нід. Willy Geertje van Ammelrooy; 5 квітня 1944, Амстердам, Нідерланди), більш відома як Віллеке ван Аммельрой (Willeke van Ammelrooy) — нідерландська акторка, режисерка і сценаристка.

## Життя і кар'єра
Віллеке ван Аммельрой почала свою кар'єру в театрі та працювала з трьома найбільшими нідерландськими колективами. Дебютувала як акторка у 1966 році в короткометражному фільмі Йоріса Івенса «Роттердам-Європорт». Її першим повнометражним фільмом був «Міра» (1971), де виконала головну роль. Разом з Теллі Саваласом зіграла у трилері «Чоловік іде на Ганзу» (1972). Разом з Рутгером Гауером знялася у фільмі «Рак прокидається» (1975) та у трилері «Аутсайдер в Амстердамі» (1979). Швидко ставши найпопулярнішою серед жінок зіркою голландського та бельгійського кіно, вона залишалася майже невідомою в Німеччині, де в кінотеатрах було показано лише кілька її фільмів.
У комедії «Світ Антонії» (1995), яка отримала «Оскар» за найкращий фільм іноземною мовою, ван Аммельрой виконала головну роль Антонії. Фільм також був показаний на Міжнародному кінофестивалі в Торонто, де отримав нагороду People's Choice Award. Віллеке ван Аммельрой отримала приз на Нідерландському кінофестивалі за свою гру в 1995 році. Таку ж нагороду вона отримала за роль у фільмі «Ліймен» 2000 року, а у 2001 році була удостоєна призу Grolsch Film Boulevard на Нідерландському кінофестивалі. У кінодрамі «Будинок біля озера» (2006) виконала роль матері Кейт Форстер (Сандра Буллок).
У 2017 році ван Аммельрой увійшла в кіножурі ShortCutz Amsterdam, щорічного кінофестивалю, який рекламує короткометражні фільми в Амстердамі.

## Особисте життя

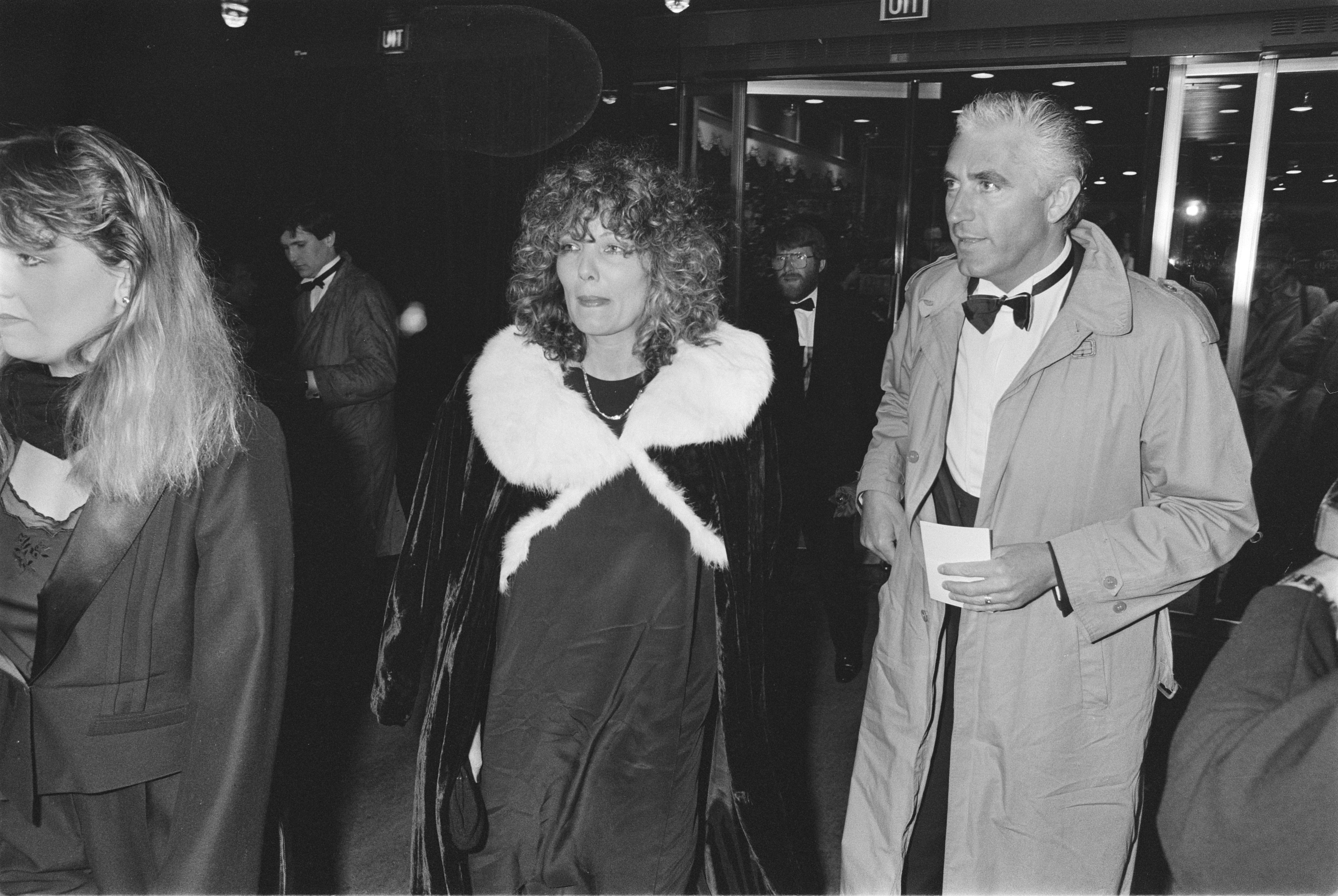
Віллеке ван Аммельрой з чоловіком Марко Баккером у 1984 році

Ван Аммельрой одружена з оперним співаком Марко Баккером.

## Фільмографія

### Кіно
| Рік       |   | Українська назва            | Оригінальна назва                                          | Роль             |
| --------- | - | --------------------------- | ---------------------------------------------------------- | ---------------- |
| 1971      | ф | Міра                        | Mira                                                       | Міра             |
| 1972      | ф |                             | L'assassino... è al telefono                               | Дороті           |
| 1972      | ф |                             | De inbreker                                                | Фанні            |
| 1972      | ф |                             | Louisa, een woord van liefde                               | Луїза            |
| 1973      | ф |                             | Frank en Eva                                               | Єва              |
| 1974      | ф |                             | Alicia                                                     | Алісія Ніхоф     |
| 1974      | ф |                             | Dakota                                                     | Лаура            |
| 1974      | ф |                             | Help, de dokter verzuipt!                                  | Катя             |
| 1974      | ф | Інтимний щоденник дроворуба | Le journal érotique d'un bûcheron                          |                  |
| 1974      | ф |                             | Règlements de femmes à O.Q. Corral                         | Гільда           |
| 1975      | ф |                             | L'amour aux trousses                                       | Лоранс           |
| 1975      | ф |                             | Het jaar van de Kreeft                                     | Тоні             |
| 1975      | ф |                             | Mijn nachten met Susan, Olga, Albert, Julie, Piet & Sandra | Сьюзан           |
| 1975      | ф |                             | L'arrière-train sifflera trois fois                        | Lucky Lucky      |
| 1976      | ф |                             | La donneuse                                                | Сільвія ван Лой  |
| 1976      | ф |                             | Wan Pipel                                                  | Каріна           |
| 1976      | с |                             | De komst van Joachim Stiller                               |                  |
| 1978      | ф |                             | De mantel der Liefde                                       | Марія            |
| 1978      | ф |                             | Het verloren paradijs                                      | Паскаль          |
| 1979      | ф |                             | Grijpstra & De Gier                                        | Констанце Вербум |
| 1982      | ф |                             | Het dak van de Walvis                                      | Ів               |
| 1983      | ф |                             | De lift                                                    |                  |
| 1984      | ф |                             | Ciske de Rat                                               |                  |
| 1985      | ф |                             | André schafft sie alle                                     | Чарлі            |
| 1986      | ф |                             | Op hoop van zegen                                          |                  |
| 1990      | с |                             | Goede tijden, slechte tijden                               | Паула Мюлер      |
| 1995      | ф | Антонія                     | Antonia                                                    | Антонія          |
| 2000      | ф |                             | Lijmen/Het Been                                            |                  |
| 2000      | ф |                             | Mariken                                                    |                  |
| 2001—2006 | с |                             | Rozengeur & Wodka Lime                                     |                  |
| 2003      | ф |                             | De schippers van de Kameleon                               | Маргріт Блекер   |
| 2004      | ф |                             | Suske en Wiske: De duistere diamant                        | Клара            |
| 2005      | в |                             | Lulu                                                       | Габріела         |
| 2006      | ф | Будинок біля озера          | The Lake House                                             | мати Кейт        |
| 2009      | ф |                             | Bride Flight                                               |                  |
| 2009      | ф |                             | De Hel van '63                                             |                  |
| 2013      | с |                             | Verliefd op Ibiza                                          | Омі Карла        |
| 2018      | ф |                             | Het leven is vurrukkulluk                                  |                  |

### Телебачення
- Het Glazen Huis (2004—2005)

### Режисерка
- 1994 — Метелик піднімає кішку[nl]
- 2000 — Західний вітер / Westenwind

### Сценаристка
- 1994 — Метелик піднімає кішку / De vlinder tilt de kat op
- 2000 — Марікен / Mariken